# Béatrice Marre
Pour les articles homonymes, voir Marre.
Béatrice Marre, née le 2 avril 1952 à Paris dans le 16e arrondissement, est une préfète et femme politique française, ancienne proche collaboratrice de François Mitterrand et membre du Parti socialiste de 1977 à 2012.
Originaire de Lozère, ancienne maire de Noailles (2001-2008) et députée de l'Oise (1997-2002) puis élue de Millau (Aveyron) (2008-2014), elle est désignée en 2019 par Anne Hidalgo pour mener la liste « Paris en commun » dans le 16e arrondissement de Paris pour les municipales de mars 2020. Elle est battue.

## Biographie
Directrice de cabinet du préfet du Gard de 1984 à 1985, sous-préfète de l'arrondissement de Château-Chinon de 1985 à 1987, elle devient cheffe de cabinet du Président de la République François Mitterrand durant tout son second septennat de 1988 à 1995. Depuis 1996, elle est également préfète hors-cadre.
Elle est ensuite élue députée en juin 1997, pour la XIe législature (1997-2002), dans la 2e circonscription de l'Oise sous l'étiquette du groupe socialiste (PS), à l'occasion d'une triangulaire l'opposant à Jean-François Mancel et à un candidat du Front national avec 42,5 % des suffrages. Après sa défaite aux législatives en 2002 (45 %), elle est déclarée inéligible pour un an par le Conseil constitutionnel en 2003, à la suite du rejet de ses comptes de campagne par la CNCCFP.
Sans attendre la fin de son mandat de maire de Noailles (2001 à 2008) elle se présente sans succès aux législatives de 2007 dans l'Aveyron puis est élue conseillère municipale de Millau, en mars 2008, sur la liste du maire Guy Durand. En 2012, elle se présente à nouveau aux élections législatives, dans la troisième circonscription de l'Aveyron, face au député sortant Union pour un mouvement populaire (UMP) et une candidate écologiste (EÉLV), soutenue par le PS. Cette candidature dissidente lui vaut l'exclusion du PS.
En septembre 2014, elle est nommée présidente de la Commission départementale de médiation DALO (droit au logement opposable) de Paris par le préfet de la région Île-de-France, préfet de Paris.
En novembre 2019, Béatrice Marre a été choisie comme tête de liste par Anne Hidalgo pour mener la bataille dans le 16e arrondissement de Paris pour les municipales de mars 2020 avec l'association Paris en Commun contre l'avis de la section locale du PS.

### Situation personnelle

#### Origines familiales et enfance
Béatrice, Michèle, Marie-Odile Marre est née dans le 16e arrondissement de Paris. Elle est issue d'une famille originaire du nord de la Lozère, relativement aisée, de sensibilité politique de droite : son père était ingénieur, formé à l'École centrale de Paris et sa mère psychologue. Elle étudie à l'école catholique de La Providence, à Passy, et passe toute son enfance et son adolescence dans le 16e arrondissement.

#### Études supérieures
Elle poursuit son enseignement à l'université de Nanterre, où elle étudie les sciences économiques et la sociologie. Diplômée de ces deux licences, et passionnée par la politique depuis l'âge de 12 ans, elle intègre l'Institut d'études politiques de Paris (promotion 1974, section service public). 
Après Sciences Po, elle entre à la Société générale tout en militant au Parti socialiste.

### Parcours professionnel et politique

#### Débuts politiques
Elle adhère au Parti socialiste en 1977, et en conservera la carte pendant 35 ans jusqu'à son exclusion en 2012 pour sa candidature dissidente. Elle en devient en 1979 la déléguée générale à l’administration. Durant l'élection présidentielle de 1981, elle est chargée d'organiser les grands meetings régionaux du candidat François Mitterrand.
Le soir de la victoire de la gauche à l'élection présidentielle, le 10 mai 1981, elle organise le rassemblement populaire sur la place de la Bastille qu'elle raconte dans son ouvrage : « On a repris la Bastille ! 10 mai 1981 ».
Elle se chargera ensuite de préparer la cérémonie d’investiture de François Mitterrand, ainsi que la campagne des législatives. À la suite de l'élection de celui-ci, elle supervise également le déménagement du PS rue de Solférino
Après avoir épaulé Paul Quilès dans sa campagne municipale de 1983 à Paris, elle entre comme chargé de mission au cabinet de Joseph Franceschi, secrétaire d'État chargé de la Sécurité publique.

#### Carrière préfectorale
Dix-huit mois plus tard, elle est nommée sous-préfet, directeur du cabinet du préfet du Gard, fonction qu'elle occupe de 1984 à 1985 avant de devenir commissaire adjoint de la République de Château-Chinon, fief de François Mitterrand dans la Nièvre. Jusque là administrateur civil, elle est nommée préfet en janvier 1995 par François Mitterrand, président de la République, sur proposition de son Premier ministre Édouard Balladur.
Elle est nommée préfet hors cadre, c'est-à-dire sans affectation, en février 1996, puis à nouveau en juin 2002 après avoir été nommée en position de détachement pendant la durée de son mandat de député. Entre la fin de ses fonctions à l'Elysée et son élection à l'Assemblée nationale, Béatrice Marre a également été affectée au Centre sources d'Europe.
En 2006, elle est nommée membre titulaire de la commission de recours contre les décisions de refus de visa d'entrée en France en tant que représentante du ministre de l'Intérieur, Nicolas Sarkozy.

#### Cabinet du président de la République
Elle intègre en 1987 le cabinet du président de la République, François Mitterrand, en tant que conseillère technique chargée de l'organisation et du courrier. À la réélection de ce dernier en 1988, elle devient son chef de cabinet pour la durée de son mandat. Elle doit notamment gérer, en 1994, les conséquences du suicide de François de Grossouvre dans son bureau de l'Elysée.
À la mort de celui-ci en 1996, elle organise ses obsèques à Jarnac (Charente). Béatrice Marre est présentée par le journaliste Jean Hatzfeld comme l'une des « femmes dont la proximité professionnelle et affective (…) était indispensable » à François Mitterrand.

#### Tête de liste en Lozère (1992)
En 1992, en Languedoc-Roussillon, le maire et conseiller général PS de Florac est « évincé au profit de » Béatrice Marre, qui mène la liste de la majorité présidentielle aux élections régionales en Lozère, département du nord duquel elle est originaire. En plus des contextes national et local difficiles pour la majorité, la confession catholique aurait représentée un handicap supplémentaire dans un département « où le PS tire sa force des terres protestantes ». Sa liste arrive en 2e position avec 18,39 % des suffrages tandis que la droite parlementaire en mobilise 63,29 %, ce qui lui permet d'emporter les trois sièges à pourvoir.

#### Élue dans l'Oise (1997-2008)
« Envoyée sur le quota des candidates féminines » par le PS, elle s'implante dans l'Oise en 1996 où elle est introduite par Walter Amsallem, maire socialiste de Beauvais cependant qu'il soutenait dans sa ville l'ascension politique de Sylvie Houssin, pressentie pour lui succéder.

##### Une victoire historique face à Jean-François Mancel
Elle est investie pour les élections législatives de 1997 face au sortant Jean-François Mancel, secrétaire général du RPR et élu fortement implanté, mais fragilisé par une enquête préliminaire. Béatrice Marre est si peu connue que Jean-François Mancel s’amuse de n’avoir « pas d’adversaire ». Néanmoins, à l'issue d'une triangulaire avec le Front national, elle est élue députée avec 42,54 % des suffrages.
Elle sera ensuite l'une des trois premières femmes à siéger à la commission des Finances, de l'Économie générale et du contrôle budgétaire. Elle fait partie du collège de députés siégeant au Conseil national de l'aménagement et du développement du territoire,. Lors de son mandat, elle vote en faveur du Pacte civil de solidarité (PACS) en décembre 1998 après s'être exprimée pour qu'il soit possible de conclure un Pacs au sein d'une fratrie ou entre cousins, oncles et tantes en octobre.
En 2001, elle est élue maire de Noailles, à deux reprises. D'abord en mars, où son équipe n'obtient qu'un siège d'avance sur l'opposition, que sa liste perd à la suite d'un décès. Béatrice Marre et une partie de ses colistiers démissionnent alors volontairement en juin pour provoquer un nouveau scrutin à l'issue duquel l'intégralité de sa liste est élue.

##### Échec en 2002, inéligibilité en 2003 et nouveaux échecs en 2004
En 2002, elle est candidate à sa succession aux législatives et perd au second tour, avec 45,01 % des suffrages, dans un duel l'opposant à Jean-François Mancel (UMP). Elle est déclarée inéligible pour un an par le Conseil constitutionnel en 2003, à la suite du rejet de ses comptes de campagne par la CNCCFP qui a relevé le règlement par Béatrice Marre, dans des conditions illégales, d'environ 2000 euros de dépenses électorales.
Devenue rééligible, elle est candidate en 2004 aux élections cantonales à Noailles (où elle échoue au second tour dans une triangulaire l'opposant au FN et à Jean-François Mancel) puis en 8e position aux élections européennes sur la liste socialiste menée par Henri Weber dans la circonscription Nord-Ouest, qui obtiendra cinq élus.
En 2006, elle n'est pas désignée candidate par les militants socialistes de l'Oise, qui lui préfère Sylvie Houssin, conseillère générale de Beauvais. Jean-François Mancel salue alors sa « compétence » et estime que son parti l'a « assassinée d'un coup de poignard dans le dos ». Elle annonce peu après son départ pour l'Aveyron où elle est parachutée par le bureau exécutif du PS. Elle confirme dans la foulée qu'elle ne se représentera aux élections municipales de 2008 à Noailles, mais qu'elle restera en fonction jusqu'à la fin de son mandat « Je ne céderai rien. Aujourd'hui, il est possible de faire campagne dans l'Aveyron et d'être maire dans l'Oise ».
Aux municipales de 2008, la ville de Noailles repasse à droite.

#### Élue dans l'Aveyron (2007-2014)
En 2007, elle est investie par le PS dans la troisième circonscription de l'Aveyron, face à Alain Marc député sortant de l'Union pour un mouvement populaire (UMP). Bien que Béatrice Marre le mette en ballottage, Alain Marc est largement réélu (57,67 %) au second tour.
Béatrice Marre est élue conseillère municipale de Millau, dans l'Aveyron en mars 2008, sur la liste du maire Guy Durand.
En 2012, elle se présente à nouveau aux élections législatives, toujours dans la troisième circonscription de l'Aveyron, mais sans l'investiture du PS, accordée à Marie-Thérèse Foulquier, candidate écologiste (EÉLV) également soutenue le Parti radical de gauche. Cette candidature dissidente lui vaut l'exclusion du PS. Avec 15,50 % des voix, Béatrice Marre est éliminée dès le premier tour.

#### Conseillère de Nicole Bricq
Elle est nommée en décembre 2012 conseillère auprès Nicole Bricq, ministre du Commerce extérieur au sein du gouvernement Ayrault II. Sur cette nomination, elle répond : « J'avais fait savoir à la rentrée de septembre 2012 que j'étais disponible. Nicole Bricq est une amie de 35 ans. Nous étions d'ailleurs deux des trois premières femmes à faire partie de la commission des Finances à l'Assemblée nationale en 1997 ».
Elle travaille alors à la préparation d'une feuille de route fixée par le président de la République en ce qui concerne la transition écologique et énergétique des entreprises.

### Implantation politique en Île-de-France

#### Élections municipales de 1983
En 1982 et 1983, Béatrice Marre dirige la campagne de Paul Quilès, chef de file du PS aux élections municipales, à l'issue desquelles la gauche est battue au Conseil de Paris et dans les vingt mairies d'arrondissement, Jacques Chirac réalisant pour la première fois le « grand chelem ».

#### Président de la Commission départementale de médiation (DALO)
En septembre 2014, elle est nommée présidente de la commission départementale de médiation DALO (droit au logement opposable) de Paris par le préfet de la région Île-de-France, préfet de Paris, commission qu'elle préside toujours.

#### Candidate dans le16earrondissement de Paris pour les élections municipales de 2020
En novembre 2019, Béatrice Marre a été désignée comme tête de liste par Anne Hidalgo pour mener la liste « Paris en Commun » (PS-PCF) dans le 16e arrondissement de Paris pour les élections municipales de mars 2020. Ce choix va à l'encontre de celui de la section du PS de l'arrondissement, qui avait désigné Pierre-Alain Weill, conseiller d'arrondissement sortant. Elle est battue, sa liste obtenant 8,1 % des suffrages exprimés.

### Responsabilités au sein du Parti socialiste (PS)
Membre du courant de François Hollande, Béatrice Marre s'investit au sein des instances du Parti socialiste et occupe successivement plusieurs responsabilités :
- 2003-2004 : Déléguée nationale chargée du commerce international auprès de Pierre Moscovici
- 2004-2005 : Secrétaire nationale à l’environnement et l’agriculture, auprès de François Hollande
- 2005 : Responsable du groupe de travail sur l’environnement et le développement durable pour l’élection présidentielle de 2007
- 2005-2008 : Secrétaire nationale à l’environnement et au développement durable

## Prises de position

### Industrie du tabac
Durant son mandat de députée, Béatrice Marre est membre du Club des parlementaires fumeurs de havanes,, rassemblement informel d'élus, lieu de convivialité, également présenté par la presse comme un lobby dont l'objet est d'« être étroitement associé aux producteurs, importateurs et distributeurs de havanes (…), à la législation sur le tabac et aux intérêts franco-cubains ».

### Environnement et lutte contre le réchauffement climatique
En 2006, en tant que secrétaire nationale du Parti socialiste au développement durable, elle défend la réduction de la production et de la consommation d'énergies fossiles, tout en appelant à un effort d’investissement dans la recherche et le développement des énergies renouvelables pour rattraper ce qu'elle estime être le retard de la France en la matière. La même année, elle salue la publication du rapport de Nicolas Stern et sa préconisation de réserver 1% du PIB mondial à la lutte contre le réchauffement climatique, position défendue par le Parti socialiste à travers le principe du pollueur-payeur. En 2008, le PS inscrit le développement durable à l'article 3 de ses « finalités fondamentales », ce que salue Béatrice Marre, « Pour nous, il est majeur que le PS intègre le caractère indissociable de l'homme et de la planète sur laquelle il vit ».

### Construction européenne
Elle milite en faveur de la construction européenne pour laquelle elle appelle avec le Parti socialiste et le président de la République, François Mitterrand à voter « oui » au référendum sur le traité de Maastricht en 1992, ainsi que sur le traité constitutionnel de 2005 avec François Hollande, et les différents traités successifs. En 2004, elle publie une tribune appelant à l'adoption du traité de Lisbonne en ce qu'il permettrait d'approfondir l'intégration européenne et clarifier le fonctionnement de l'Union européenne alors que celle-ci compte près de 25 membres.
Béatrice Marre a été vice-présidente nationale du Mouvement européen-France dans les années 2000.

### Commerce international
Alors que se tiennent en 1999 à Seattle aux États-Unis, des négociations pour réformer l'Organisation mondiale du commerce (OMC), elle publie une tribune pour soutenir l'action de Pascal Lamy et pour appeler à une réforme qui permettrait une meilleure gouvernance mondiale « On a assisté en direct à la naissance de la démocratie planétaire » avec des règles acceptées par tous et une régulation du libre échange. Elle souligne que ces négociations doivent avant tout aboutir à un fonctionnement davantage transparent de l'organisation internationale.

### Harcèlement sexuel
En octobre 2017, Béatrice Marre est cosignataire d'une tribune qui prend la défense de Pierre Joxe : « [Nous] exprimons notre indignation face aux accusations qui portent atteinte à l’honneur de Pierre Joxe (…) et aspirons à ce qu'[il] lui soit rendu sans délai et sans réserve », accusé, après l'émergence du Mouvement MeToo, d'agression sexuelle par l'écrivaine Ariane Fornia, condamnée pour diffamation en janvier 2020 en première instance.

### Décentralisation
Le 20 décembre 2019, Béatrice Marre avec les 16 autres candidats de Paris en commun aux élections municipales de mars 2020 signent une tribune dans le Journal du Dimanche pour demander davantage de décentralisation de l'État vers les collectivités territoriales et plus particulièrement pour Paris qui de par son statut de capitale est soumise à des contraintes réglementaires supplémentaires.
Cette tribune demande par exemple à l'État de laisser les collectivités territoriales fixer le montant des amendes pour les incivilités tels que le jet de détritus ou l'affichage sauvage afin qu'elles soient davantage dissuasives, ou encore de pouvoir fixer le nombre de nuitées maximales autorisées pour les meublés touristiques comme Airbnb. Or, dans les deux cas, c'est l'État seul qui décide. Il s'agit à travers cette tribune de clarifier les missions et périmètres d'intervention de chacun pour simplifier l'action publique et améliorer sa lisibilité auprès des citoyens et citoyennes.

## Détail des mandats et candidatures
- 1992 : tête de liste du PS aux élections régionales en Lozère (non élue)
- 1997 - 2002 : Députée de l'Oise
- 2001 - 2008 : Maire de Noailles (Oise)
- 2002 : candidate aux législatives dans l'Oise (battue au 2e tour)
- 2004 : candidate aux cantonales dans le canton de Noailles (battue au 2e tour)
- 2004 : candidate aux européennes dans la circonscription Nord-Ouest (non élue)
- 2007 : candidate aux législatives dans l'Aveyron (battue au 2e tour)
- 2008 - 2014 : conseillère municipale de Millau (Aveyron)
- 2012 : candidate aux législatives dans l'Aveyron (non qualifiée pour le 2e tour)

## Publications
Marre Béatrice & Quilès Paul, On a repris la Bastille ! 10 mai 1981. Fondation Jean Jaurès, 2011.  (ISBN 978-2-36244-016-8)
Marre Béatrice, Rapport d'information : De la mondialisation subie au développement contrôlé: les enjeux de la Conférence de Seattle 30 novembre. Assemblée Nationale, 1999.

## Récompenses et distinctions

### Décorations
Chevalière de la Légion d'honneur en 2015 par le président de la République française François Hollande, en reconnaissance de ses 40 années de service,.